# Mars Sample Return

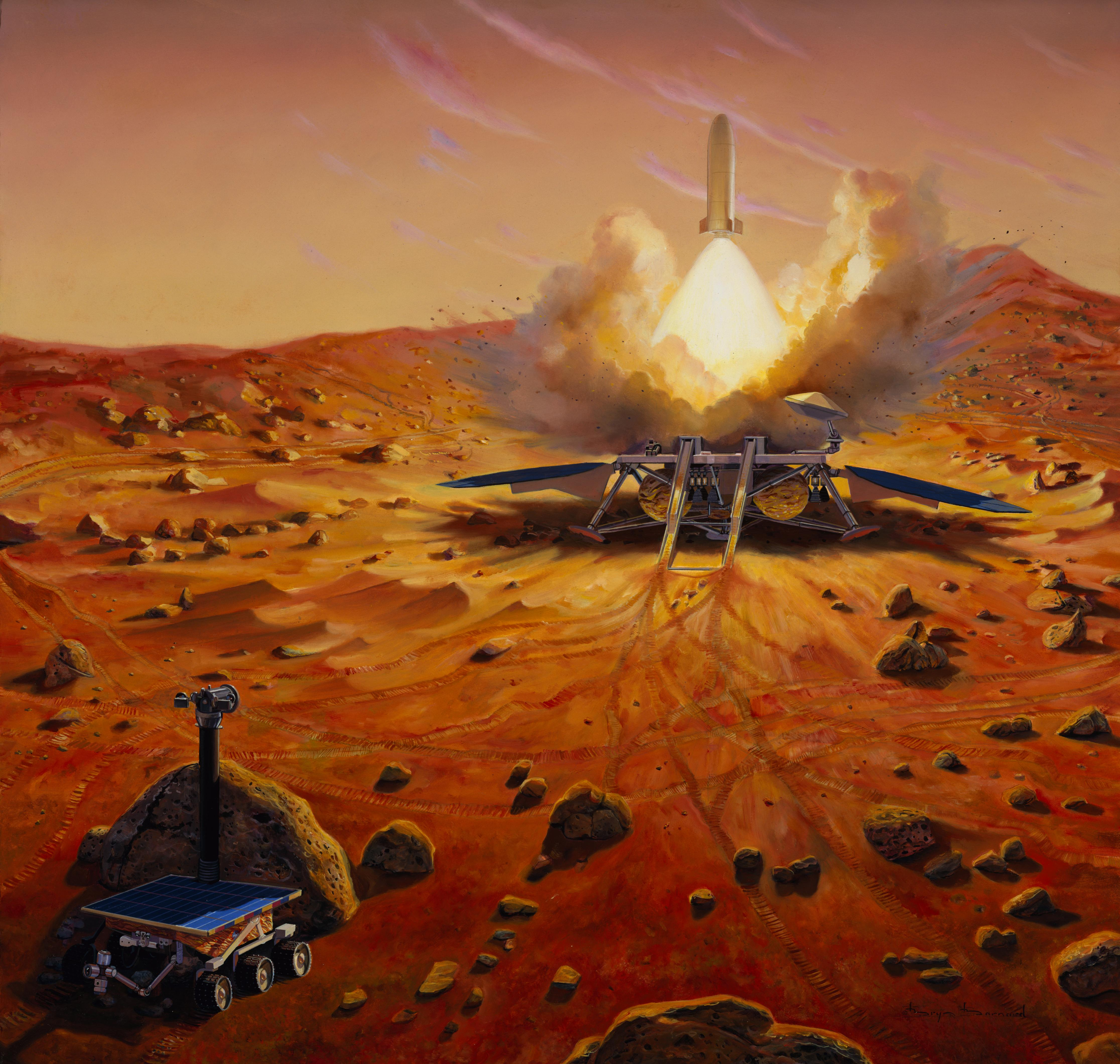
Missione Mars Sample Return

La Mars Sample Return campaign sarà una campagna costituita da una serie di missioni spaziali per raccogliere campioni di roccia e polvere dalla superficie di Marte e riportarli sulla Terra per analisi. I tre concetti più recenti per la raccolta di campioni dal suolo marziano sono una proposta congiunta NASA-ESA e una proposta dell'Agenzia spaziale cinese, Tianwen-3. Sebbene i piani della NASA e dell'ESA per riportare campioni sulla Terra siano ancora in fase di progettazione nel 2022, già diversi campioni sono stati raccolti su Marte dal rover Perseverance.
Nel novembre 2023 la NASA ha riportato che a causa di tagli del budget la missione potrebbe essere cancellata.

## Missione NASA-ESA
Mars Sample Return è un progetto congiunto tra la NASA e l'ESA che si svolgerà nell'arco di una decina d'anni, composto da tre lanci dalla Terra, più un quarto da Marte (per la prima volta nella storia da un altro pianeta). Il primo passo è costituito dalla missione Mars 2020, nella quale il rover Perseverance esplorerà il cratere Jezero e uno dei suoi compiti sarà raccogliere dei campioni di roccia marziana per poi riporli in apposite provette e lasciarli sulla superficie. A questo punto interverrà in un secondo momento il Fetch Rover fornito dall'ESA nella missione Sample Retrieval Lander. In questa seconda missione verrà lanciato un lander ed un rover per la raccolta dei campioni estratti da Perseverance, si spera comunque di mantenere Perseverance fino al 2029 per intervenire in caso di problemi con il Fetch Rover. I campioni saranno conservati nel Mars Ascent Vehicle (MAV), che effettuerà il lancio da Marte per posizionare il carico in orbita attorno al pianeta rosso. Il lancio verrà osservato dai rover per comprenderne meglio l'andamento. Come ultimo passaggio una terza missione, l'Earth Return Orbiter, lanciato dall'ESA in un razzo Ariane 64, attenderà in orbita per raccogliere il carico e riportarlo sulla Terra nel 2033 atterrando nello Utah.
Nel 2022 i piani sono stati cambiati e semplificati, eliminando il Fetch Rover e programmando il trasporto dei campioni tramite lo stesso Perseverance, con il supporto di due elicotteri simili a Ingenuity, che si sta dimostrando notevolmente affidabile.
Dopo una revisione critica del progetto per i suoi costi e la sua complessità, alla fine del 2023 la NASA ha annunciato che il progetto era stato "sospeso". Nell'aprile 2024, in un aggiornamento della NASA tramite teleconferenza, l'amministratore ha sottolineato la necessità di continuare l'impegno per il recupero dei campioni in tempi relativamente brevi, con l'arrivo dei campioni a Terra nella prima metà degli anni 2030. Tuttavia, il profilo di missione concepito in precedenza che prevedeva il primo lancio nel 2030 dal costo di 11 miliardi di dollari è stato ritenuto irrealizzabile da uno studio indipendente, pertanto la NASA si sarebbe rivolta all'industria e al Jet Propulsion Laboratory per formare un nuovo profilo di missione, più fattibile dal punto di vista economico e che riduca complessità e rischi.

### Luogo di ricerca
La ricerca e la raccolta di campioni si svolgerà nel cratere Jezero, situato nella regione dei Nili Fossae. Questo luogo è stato selezionato perché presenta tracce di modellamento idrico del suolo. Nell'area circostante sono situati, infatti, depositi di delta fluviali ben conservati, le cui acque potrebbero aver riempito in passato la conca del cratere formando un lago risalente alla fine dell'era noachiana. Ulteriori prove sono state fornite dal Programma di Astrobiologia della NASA tramite i dati del Mars Reconnaissance Orbiter riguardo alle correlazioni tra olivina e carbonato in quell'area.

### Mars 2020
Il lancio del Mars 2020 Perseverance rover è avvenuto il 30 luglio 2020 a bordo di un razzo Atlas V ed il suo atterraggio si è realizzato il 18 febbraio 2021. Il Sample Retrieval Lander e l'Earth Return Orbiter, invece, sono nelle prime fasi di sviluppo pre-formulazione, con una revisione concettuale programmata entro la fine dell'anno. Non sono ancora noti i costi del programma.
L'Agenzia Spaziale Europea si occuperà di costruire il "Fetch Rover" e l'"Earth Return Orbiter", insieme al lancio di quest'ultimo. Thales Alenia Space ha un ruolo di prime contractor nel contributo europeo, grazie all'expertise avuto col ruolo in primo piano nella missione ExoMars. La joint venture franco-italiana definirà, infatti, l'architettura, la strumentazione e la progettazione preliminare delle due operazioni. Nel luglio 2018 la Airbus ha iniziato a Stevenage le fasi A e B1 per lo sviluppo del rover e nel giugno 2020 si è aggiudicata il contratto per gli studi avanzati della fase B2. Alla conferenza ministeriale ESA di Siviglia è stato annunciato che spetterà all'Italia la realizzazione di buona parte dell'Earth Return Orbiter con una commessa di 129 milioni di euro.

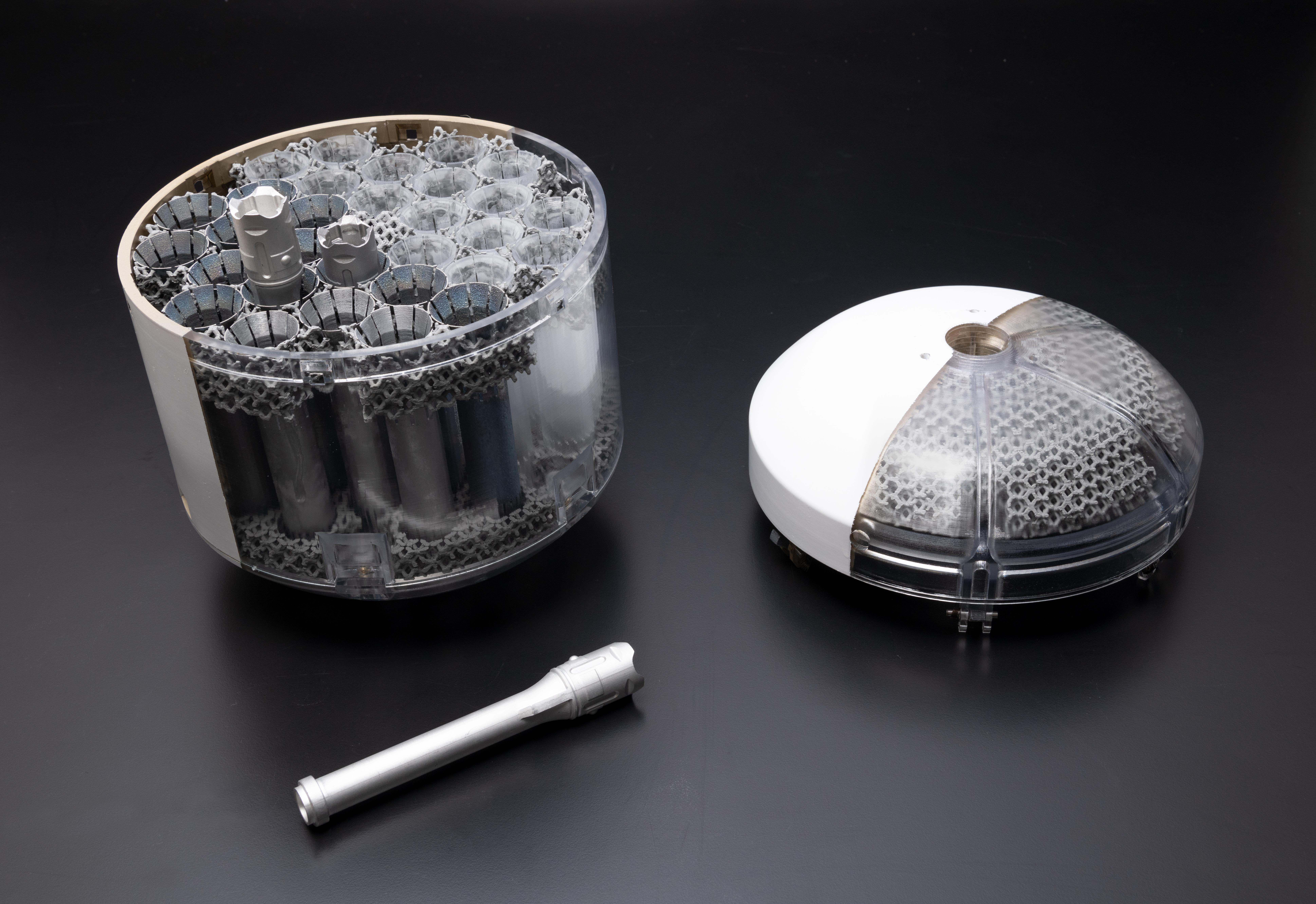
Cilindri metallici contenenti i campioni

Dopo l'atterraggio, previsto per il 18 febbraio 2021, il rover Perseverance avrà l'obiettivo di trovare rocce che possono aver sostenuto vita nel passato ed estrarne dei campioni. Per questo motivo la missione sarà seguita anche da geologi e microbiologi al di fuori delle agenzie spaziali per individuare meglio le rocce da raccogliere, le quali serviranno, oltre che a trovare segni di vita, anche a studiare l'evoluzione geologica di Marte. Una volta individuati i punti di interesse Perseverance penetra con un trapano a percussione per 5 cm nel materiale, estrae campioni di circa 15 g e li sigilla ermeticamente in delle provette metalliche. Successivamente deposita le provette in un contenitore in attesa di lasciarle sulla superficie di Marte e, una volta lasciate, sarà memorizzata la loro posizione.
Nella pancia del rover sono ospitate le attrezzature per la raccolta dei campioni, tra cui le diverse punte del trapano, 43 provette metalliche e un piccolo braccio robotico che assiste il braccio principale prendendo le punte e le provette. Per garantire le misure di sicurezza del carico, ci sono 5 provette witness già riempite sulla terra con alcuni materiali in modo da esaminare eventuali tracce terrestri o dell'atterraggio a confronto con le altre provette.

### Fetch Rover

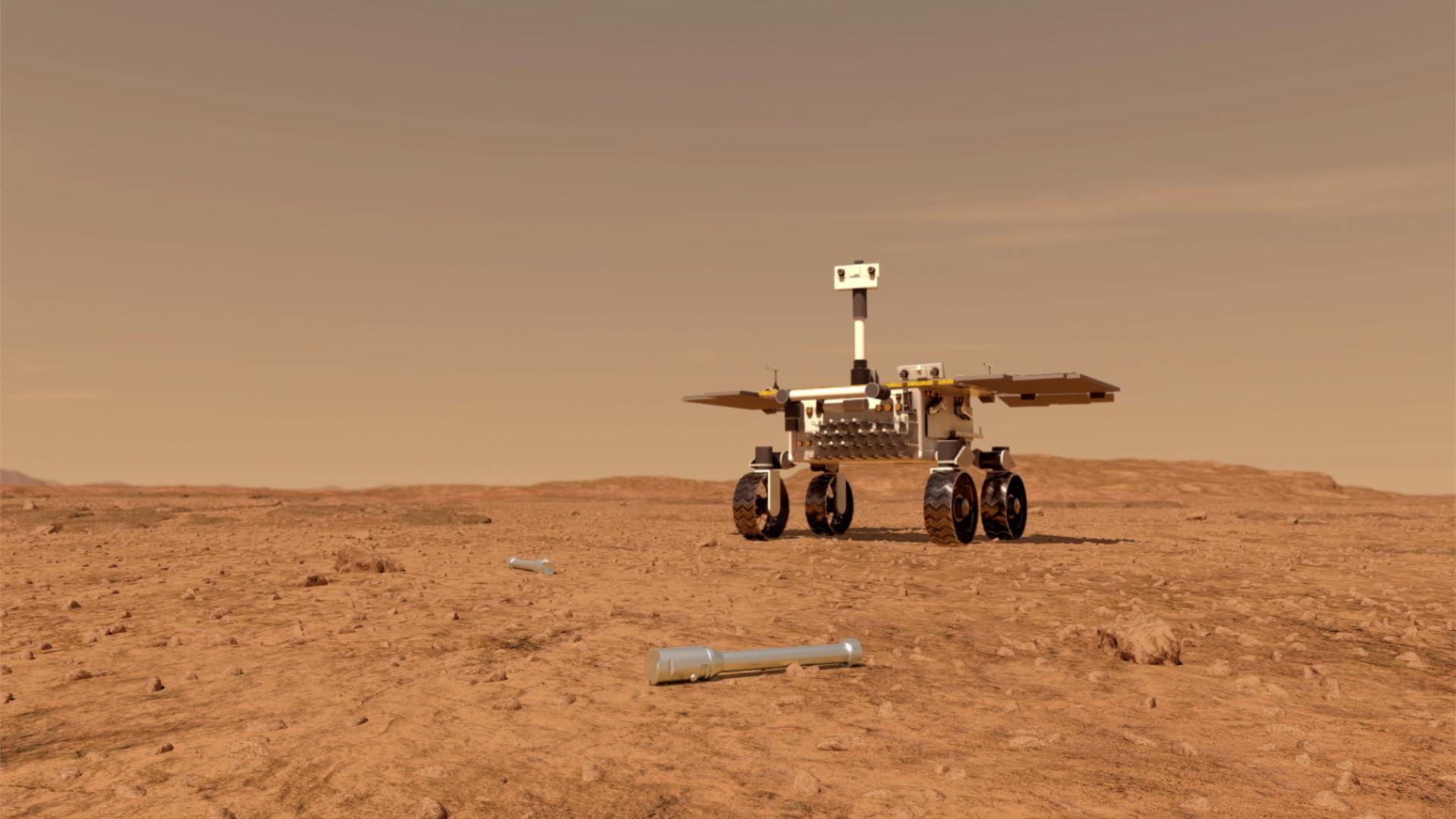
Rendering del rover

Atterrato nel 2028, si prevede che il rover con 4 ruote dovrà percorrere più di 15 km sul Pianeta Rosso per raccogliere 36 dei 43 campioni raccolti da Perseverance. Percorrerà, quindi, una media di 200 m al giorno nell'arco di sei mesi, andando piuttosto veloce per un rover. La Airbus Defence and Space ha sviluppato dei sofisticati algoritmi per individuare automaticamente le provette anche in caso di mancata visibilità e il braccio robotico per raccoglierle con un'unità di presa (simile ad una pinza). La sistemazione sul lander e la missione che svolgerà impongono dei nuovi requisiti al rover. Rispetto al Rosalind Franklin di ExoMars disporrà di quattro ruote più grandi invece di 6 flessibili per garantire prestazioni migliori riducendo anche massa e complessità.
Nel 2022 la NASA ha rivisto il progetto e per diminuire costi e rischi ha eliminato il Fetch Rover dai piani; considerando il buon funzionamento di Perseverance previsto per lungo tempo sarà questi a trasportare i campioni al Mars Ascent Vehicle, supportato da due elicotteri di classe Ingenuity.

### Sample Retrieval Lander

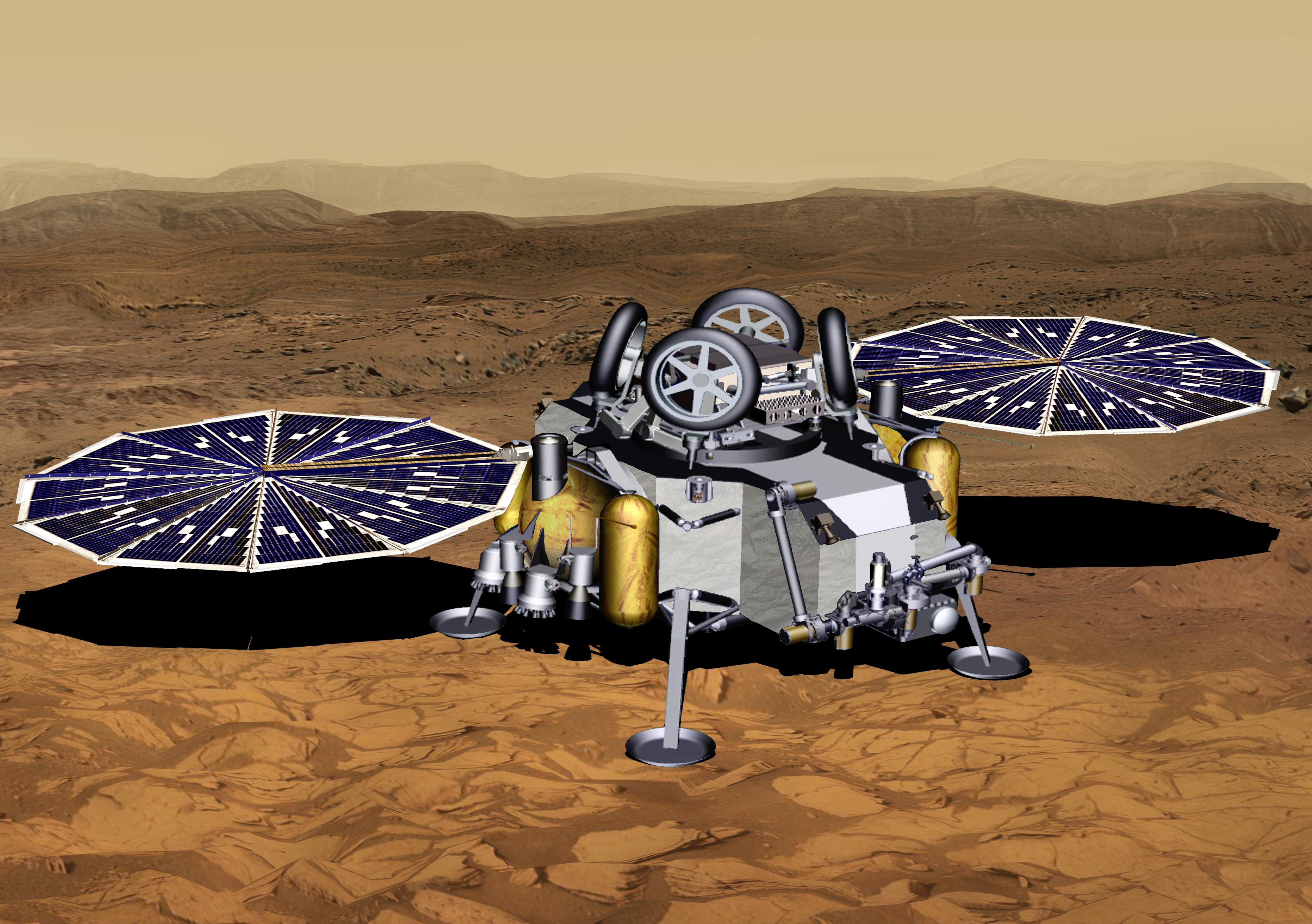
Rendering del lander

Dopo il lancio, pianificato per il 2028, il lander orbiterà attorno al Sole 1,5 volte per arrivare su Marte nel 2029, agli inizi della primavera in modo da evitare il periodo invernale, ricco di tempeste di sabbia. Per il sistema di atterraggio si sta decidendo (giugno 2020) se progettarlo simile a Phoenix, Mars Polar Lander e InSight, oppure allo Skycrane.

### Mars Ascent Vehicle

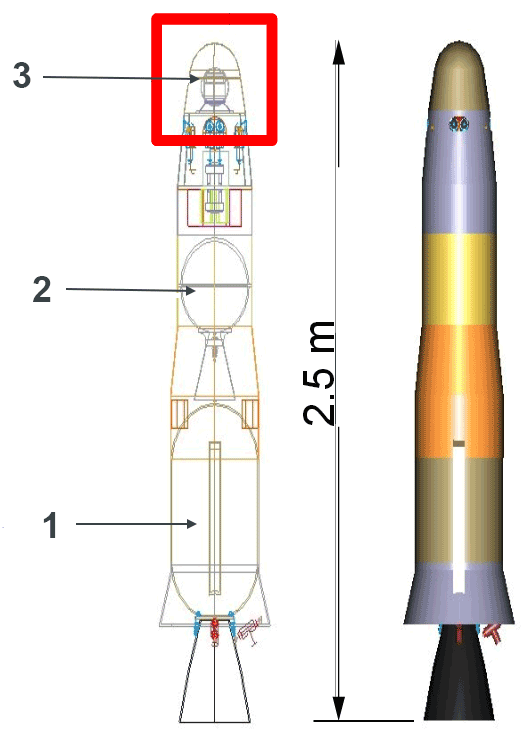
Rendering del MAV. (1= primo stadio; 2= secondo stadio; 3= capsula).

Si prevede che il Mars Ascent Vehicle (MAV) avrà un'altezza massima di 2,8 m, una larghezza di 57 cm e un peso massimo al decollo di 400 kg. Avendo Marte una gravità che è solo il 38% di quella terrestre, il MAV può essere un razzo molto più piccolo del solito, portando un carico utile di soli 14–16 kg. Inizialmente la NASA prendeva in considerazione l'idea di alimentare il razzo con un sistema ibrido a un singolo stadio, usando un ossidante liquido e un combustibile solido a base di cera, temendo che le basse temperature possano interferire sul propellente. Tuttavia gli ingegneri del Marshall Space Flight Center a Huntsville hanno deciso che sarà un razzo con due stadi a combustibile solido per via delle sue ampie possibilità di impiego e del sottosviluppo per il sistema ibrido. Come fornitore dei motori a razzo la NASA ha scelto la Northrop Grumman, già grande produttrice di motori a combustibile solido per missili militari e per lanciatori satellitari.
Gli scienziati cercheranno non solo di proteggere i campioni da contaminazioni della Terra, ma anche di garantire che non influiscano sull'ecosistema terrestre.

### Earth Return Orbiter
ERO, l'orbiter dell'ESA, userà dei propulsori ionici a energia solare per spostarsi in un'orbita più bassa dove raccogliere il carico e per l'atterraggio la capsula avrà un avanzato scudo termico in caso di problemi ai paracadute. È stato annunciato che spetterà all'Italia la realizzazione di elementi come il modulo di inserzione in orbita marziana da parte di Thales Alenia Space, i sistemi di telecomunicazione e le attività di integrazione della sonda.
ERO dovrebbe essere lanciato su un razzo Ariane nel 2027 e arrivare su Marte nel 2028.

## Progetto cinese
L'Agenzia spaziale cinese ha annunciato nel settembre 2021 un piano per una missione di ritorno di campioni verso Marte intorno al 2028, con un ritorno dei campioni sulla Terra programmato nel 2031. Questo progetto, denominato Tianwen-3, era stato già menzionato da funzionari cinesi nel 2017 e prevede il lancio di due missioni: la prima si occuperebbe dell'atterraggio sul suolo marziano, della raccolta dei campioni di suolo e del ritorno in orbita marziana, mentre la seconda missione dovrebbe recuperare il contenitore dei campioni in orbita marziana e riportarlo sulla Terra. La prima missione potrebbe essere lanciata da un razzo Lunga Marcia 5 mentre la seconda missione potrebbe essere supportata da un razzo Lunga Marcia 3B.

## Campioni di Phobos
L'origine dei due piccoli satelliti naturali di Marte, Fobos e Deimos, è ancora un mistero. Due sono gli scenari possibili: entrambi i satelliti sono asteroidi catturati dalla gravità marziana all'inizio della storia del sistema solare. Lo spettro elettromagnetico della superficie dei satelliti (simile a quello degli asteroidi di tipo C e D) e le loro basse densità di questi due corpi supportano questa ipotesi. L'altra ipotesi è che i satelliti si siano formati sul posto dai detriti creati dall'impatto di un grande oggetto sulla superficie di Marte. La bassissima inclinazione e l'eccentricità orbitale dei due satelliti supporta questa interpretazione. Ciascuno di questi scenari solleva domande le cui risposte migliorerebbero la nostra comprensione della formazione dei pianeti.
La Russia aveva sviluppato la missione Fobos-Grunt, con lancio previsto a novembre 2011 e che avrebbe dovuto riportare campioni di Fobos sulla Terra nell'agosto 2014. Assieme alla sonda russa doveva viaggiare verso Marte anche l'orbiter cinese Yinghuo-1, dal quale si sarebbe separata in orbita marziana. Fobos-Grunt consisteva in due moduli: un modulo di crociera e atterraggio, e di un modulo che avrebbe riportato i campioni sulla Terra, dotato di un piccolo razzo sufficiente per vincere la gravità di Fobos. La missione fu lanciata nel 2012, tuttavia, dopo essere stata posta in orbita terrestre bassa da un razzo Zenit, un malfunzionamento non consentì l'accensione dei motori dello stadio superiore Fregat che avrebbe dovuto inserirla su una traiettoria per Marte,. e la missione fallì, con la sonda che rientrò in atmosfera cadendo nell'oceano Pacifico nel gennaio 2012..
L'Agenzia spaziale giapponese (JAXA sta sviluppando il progetto Martian Moons Exploration (MMX), che sarà lanciato nel 2024 e riporterà un campione di suolo sulla Terra intorno al 2029. MMX comprende un modulo di atterraggio che include un sistema di raccolta di campioni di suolo e trasporta un piccolo rover fornito dalle agenzie spaziali francese e tedesca. La sonda spaziale, la cui massa di lancio si avvicina alle quattro tonnellate, sarà dotata di una decina di strumenti tra cui diverse telecamere, un lidar, uno spettrometro gamma e un imager iperspettrale che opera nel vicino infrarosso.